# Fracture (Bleed from Within)
Fracture è un album della band scozzese Bleed from Within, pubblicato nel 2020 con la Century Media Records.

## Tracce
1. The End of All We Know – 4:12
2. Pathfinder – 4:19
3. Into Nothing – 4:42
4. Fall Away – 3:30
5. Fracture – 3:52
6. Night Crossing – 4:03
7. For All to See – 4:29
8. Ascend – 4:10
9. Utopia – 4:39
10. A Depth That No One Dares – 4:14

## Formazione
- Scott Kennedy - voce
- Steven Jones - chitarra
- Craig Gowans "Goonzi" - chitarra chitarra solista
- Davie Provian - basso
- Ali Richardson - batteria